# Норинці
Но́ринці (до 1945 — Кацовщина, Казовщина, Кацівщина) — село в Україні, у Народицькій селищній територіальній громаді Коростенського району Житомирської області. Населення становить 399 осіб.

## Історія
Вперше згадане у акті від 18 березня 1693 року. 1729 р. у селі було споруджено церкву Св. Великомученика Димитрія. 1839 року церкву було приписано до парафії церкви села Ласки.
1868 року церкву було ґрунтовно перебудовано та перекладено. Було влаштовано нові підвали, покладено нову підлогу, обшито новими дошками, а дах вкрито залізом. Було прибудовано ризницю та притвор, храм всередині та зовні пофарбовано.
Станом на 1885 рік у колишньому державному селі Кацовщина Народицької волості Овруцького повіту Волинської губернії мешкало 365 осіб, налічувалось 41 дворове господарство, існували православна церква та постоялий будинок.
За переписом 1897 року кількість мешканців зросла до 608 осіб (301 чоловічої статі та 307 — жіночої), з яких 570 — православної віри.